# The Men
The Men är en svensk rockgrupp som bildades i Lund, av trummisen Niklas Kilenstam tillsammans med hans bror Joakim Kilenstam som blev bandets manager. Gitarristen Olof Wallberg och basisten Ola Främby blev fasta medlemmar år 2000 och spelade först in demos som trio, men sedan tillkom även sångaren Sven Köhler, som tidigare hade varit sångare i The Sinners.
Under två dygn spelade The Men in debutalbumet, som släpptes 2002, inte bara i Sverige, utan även i Australien. Albumet innehöll tolkningar av 60-tals-R&B och -soul-låtar, inspirerade av garagerock och Mods.
The Men fick därefter ett nytt skivkontrakt, och Christoffer Lundquist producerade bandets andra studioalbum The Return som släpptes 2006. Detta var det första albumet med helt egna komponerade låtar. The Men hade spelningar förutom i Sverige även i Spanien, Australien, Storbritannien, Tyskland och USA.
Tredje albumet, Four Good Men and True, som även detta producerades av Christoffer Lundquist, släpptes i februari 2010.
Det fjärde albumet, This Way som släpptes 2013, producerades av bandet själva, och spelades in i YLA studios, tillsammans med Amir Aly. 15 maj 2015 spelade The Men på The Cavern Club i Liverpool.
Efter 16 år lämnade trummisen Niklas Kilenstam bandet och ersattes av Mattias Pedersen. Ett nytt studioalbum släpptes 2017, Sunburst och 10 februari 2018 spelade The Men på anrika The Troubadour i London.
I februari 2020 startade The Men inspelningen av sitt sjätte studioalbum Sesa Rekordo, som släpptes första gången 11 december 2021.
Den 4 april 2025 firade The Men 25-årsjubileum med en konsert på Mejeriet och släppte samtidigt EPn 4 by 4.

## Medlemmar
- Sven Köhler – sång, munspel, tamburin, maraccas
- Olof Wallberg – elgitarr
- Ola Främby – elbas
- Mattias Pedersen – trummor (2017-)

Tidigare medlem
- Niklas Kilenstam – trummor (2000–2016)

## Diskografi
Studioalbum
- 2002 – The Men
- 2006 – Return
- 2010 – Four Good Men and True
- 2013 – This Way
- 2017 – Sunburst
- 2021 – Sesa Rekordo

EP
- 2016 – The Men at the Cavern[16]
- 2025 – 4 by 4